# Little Deuce Coupe
Little Deuce Coupe es el cuarto álbum conceptual de The Beach Boys, es su cuarto álbum de estudio, y el tercero lanzado en 1963. Casi involuntariamente, el álbum fue grabado de urgencia, y compilado cuando el líder Brian Wilson procuró proteger a su banda de la explotación de Capitol Records.

## Historia
En el verano de 1963, Capitol compiló el que sería un nuevo álbum de estudio para la banda, incluyendo las canciones "Shut Down", y también incluyendo la canción del mismo nombre y "409" sin su aprobación o participación. Brian Wilson puntualmente puso a punto varias canciones, cuando ya había estado trabajando (principalmente con el DJ de radio Roger Christian), la banda pasó rápidamente por sesiones de grabación para poner a Little Deuce Coupe en los estantes de las tiendas, notablemente, un mes después de que el antecesor Surfer Girl había salido a la venta. Ocho de las canciones eran nuevas, mientras que las canciones "Little Deuce Coupe", "Our Car Club", "Shut Down" y "409" habían salido en sus tres últimos álbumes. Pese a ello, Little Deuce Coupe dio un gran éxito comercial, alcanzando el puesto n.º 4 en Estados Unidos, brindándole a la banda un nuevo disco de oro. El tema de los coches de carrera está presente a lo largo de todo el álbum, por lo que algunos críticos lo consideran como uno de los primeros álbumes conceptuales de la historia del rock.
Aunque Nick Venet fue acreditado como el productor para "409" y "Shut Down", el crédito del productor oficial del álbum entero es sólo de Brian Wilson.
Teniendo en cuenta que el álbum había sido grabado muy rápidamente, la calidad es increíblemente alta. En particular, las canciones de Brian Wilson y sus disposiciones se hacían cada vez más deslumbrantes y complejas, tanto para los críticos como para los fanáticos, expresamente "No-Go Showboat" y "Custom Machine". Después de la grabación, Brian Wilson hizo otra versión de "Be True to Your School" para la edición en sencillo, llegando otra vez al top 10 en sencillos. En ese momento también se empezó a grabar "Little Saint Nick". Este fue el último álbum de The Beach Boys, con el guitarrista David Marks, volvería décadas más tarde en 2012 para celebrar el 50 aniversario del grupo y grabar That's Why God Made the Radio.

## Portada
El coche que aparece en la portada de Little Deuce Coupe se trata de un Ford Coupé con un motor V8 de 1932.
El cuadro destacado en la portada del álbum fue suministrado por la revista Hot Rod, junto a una persona (con su cabeza cortada en la foto), es el propietario del coche, Clarence 'Chili' Catallo, con su propio Ford de 1932 personalizado de cuatro ventanas Cupé. Una foto de Catallo con su coche apareció en la portada de la edición de julio de 1961 de la revista Hot Rod, y aunque Catallo ha muerto en 1998, el coche todavía viaja por las salas de exposición hasta hoy en día.

## Lista de canciones
Todas las canciones escritas y compuestas por Brian Wilson y Roger Christian, excepto donde está indicado. 
| Lado A |                                                     |                     |          |  |
| N.º    | Título                                              | Vocalista principal | Duración |  |
| 1.     | «Little Deuce Coupe»                                | Mike Love           | 1:38     |  |
| 2.     | «Ballad of Ole' Betsy»                              | Brian Wilson        | 2:15     |  |
| 3.     | «Be True to Your School» (Brian Wilson y Mike Love) | Mike Love           | 2:06     |  |
| 4.     | «Car Crazy Cutie»                                   | Brian Wilson        | 2:47     |  |
| 5.     | «Cherry, Cherry Coupe»                              | Mike Love           | 1:47     |  |
| 6.     | «409» (Brian Wilson, Mike Love y Gary Usher)        | Mike Love           | 1:58     |  |

| Lado B |                                                 |                                                   |          |  |
| N.º    | Título                                          | Vocalista principal                               | Duración |  |
| 1.     | «Shut Down»                                     | Mike Love                                         | 1:48     |  |
| 2.     | «Spirit Of America»                             | Brian Wilson                                      | 2:23     |  |
| 3.     | «Our Car Club» (Brian Wilson y Mike Love)       | Brian Wilson                                      | 2:21     |  |
| 4.     | «No-Go Showboat»                                | Brian Wilson                                      | 1:54     |  |
| 5.     | «A Young Man is Gone» (Bobby Troup y Mike Love) | Brian Wilson, Carl Wilson, Mike Love y Al Jardine | 2:15     |  |
| 6.     | «Custom Machine» (Brian Wilson y Rich Alarian)  | Mike Love                                         | 1:38     |  |